# Emin Aristakesjan
Emin Aspetowitsch Aristakesjan (auch Emil Aristakesyan, russisch Эмин Аспетович Аристакесян; * 19. November 1936 in Jerewan, Armenische SSR, Sowjetunion; † 19. April 1996) war ein armenischer Komponist und Musikpädagoge.

## Leben und Werk
Emin Aristakesjan studierte in der Kompositionsklasse von Grigor Jeghiasarjan am Staatlichen Konservatorium Jerewan und wurde 1961 graduiert. Eine erste Sinfonie komponierte er 1962 und ein Violakonzert 1963. Die Aspirantur absolvierte er am Konservatorium 1964. 1966 komponierte er die Musik zum Film Охотник из Лалвара [Der Jäger aus Lalvar] und er veröffentlichte in Jerewan fantastische Variationen für Klavier. 1967 erschien in Moskau bei Sowetski Kompositor der Klavierauszug des Violakonzertes. Die Violastimme war vom Bratscher und Dirigenten Mikhail Nikitowitsch Teryan (1905–1987) eingerichtet worden.  Das Ballett Prometei [Prometheus] wurde am 18. März 1967 vom Armenischen Opern- und Balletttheater uraufgeführt. Es besteht aus zwei Teilen. Aristakesjan verwendete einen Text von Jewgeni Antonotowitsch Changa. 1969 folgte eine Aufführung in Polen. Im selben Jahr komponierte er eine Sinfonietta für Streichorchester mit Klavier und Xylophon und ein Trompetenkonzert wurde bei Sowetski kompositor veröffentlicht. 1973 veröffentlichte er in Jerewan eine Klaviersonate und 1974 fünf Scharakans nach Texten von Isaak dem Großen für Gesang und Klavier. Ein Scharakan ist eine alte armenische Gesangsform in der Liturgie der Armenischen Apostolischen Kirche. In den 1970ern wurde beim Label Melodija eine LP mit Aristakesjans Werken veröffentlicht. Sie enthält seine zweite Sinfonie, die vom Armenischen Rundfunk- und Fernsehorchester unter der Leitung von Raphael Mangasarjan eingespielt wurde, die fünf Scharakans nach Worten von Sahak Parthew für Sopran und Klavier, die von der Sopranistin Isabella Aidinjan und der Pianistin Marianna Aruntjunjan eingespielt wurden, und die von Juri Airapetjan eingespielte erste Klaviersonate. 1977 wurde eine Sonate für Viola solo bei Sowetski kompositor veröffentlicht.
1980 wurde bei Sowetski kompositor in Moskau die ungefähr vierzehn Minuten dauernde zweite Sinfonie für Großes Sinfonieorchester gedruckt, und er komponierte die ungefähr zwanzig Minuten dauernde dritte Sinfonie für Kammerorchester. Deren 63 Seiten umfassende Partitur wurde 1986 bei Sowetski kompositor in Moskau veröffentlicht. Unter den Orchesterwerken folgte, 1987 publiziert, außerdem die Kosmische Sinfonie. Er schrieb zwei Sonaten für Viola und Klavier, die erste 1989, die zweite 1992. Beide wurden 1998 gemeinsam publiziert.
Der Armenier Armen Aleksandrowitsch Ananjan verfasste eine Abhandlung über Emin Aristakesjan, die unter anderem zum Bestand der Staatsbibliothek zu Berlin gehört. Das 91 Seiten umfassende Werk mit Notenbeispielen entstand in der Schriftenreihe Армянские композиторы [Armenische Komponisten]. Es erschien 1984 in Jerewan bei Sovetakan grokh.